# 도야마 쇼지
도야마 쇼지(일본어: 唐山 翔自, 2002년 9월 21일~)는 일본의 축구 선수이다.

## 구단 경력
2020년 J1리그의 감바 오사카에 입단하였다.

## 국가대표팀 경력
그는 2019년 FIFA U-17 월드컵에 참가할 일본 U-17 국가대표팀에 발탁되었으며, 4경기에 출전했다.